# 5775 Inuyama
5775 Inuyama è un asteroide della fascia principale. Scoperto nel 1989, presenta un'orbita caratterizzata da un semiasse maggiore pari a 2,5704309 UA e da un'eccentricità di 0,1877823, inclinata di 11,23330° rispetto all'eclittica.